# Anastasija Šmonina
Anastasija Viktorivna Šmonina (in ucraino Анастасія Вікторівна Шмоніна?; trasl. angl.: Anastasiia Viktorivna Shmonina; 7 maggio 2005) è una nuotatrice artistica ucraina.

## Palmarès
- Mondiali

Budapest 2022: oro nel team highlights e nel team combined
Fukuoka 2023: bronzo nel team libero
Doha 2024: argento nella gara a squadre acrobatico
- Europei

Funchal 2025: argento nella gara a squadre (programma tecnico) e nella gara a squadre (programma acrobatico)
- Giochi europei

Cracovia 2023: argento nel programma libero combinato.
- Mondiali giovanili:

Lima 2024: oro nel duo programma libero e argento nel duo programma tecnico.

### Coppa del Mondo
- 4 podi:
  - 2 vittorie (2 nella gara a squadre)
  - 2 secondi posti (1 nella gara a squadre e 1 nel duo)

#### Coppa del mondo - vittorie
| Data           | Luogo    | Paese  | Disciplina      |
| -------------- | -------- | ------ | --------------- |
| 19 marzo 2023  | Markham  | Canada | Team acrobatico |
| 13 aprile 2025 | Soma Bay | Egitto | Team acrobatico |